# Île Liugong
 (mai 2017).
Si vous disposez d'ouvrages ou d'articles de référence ou si vous connaissez des sites web de qualité traitant du thème abordé ici, merci de compléter l'article en donnant les références utiles à sa vérifiabilité et en les liant à la section « Notes et références ».
l'île Liugong (chinois simplifié : 刘公岛 ; chinois traditionnel : 劉公島 ; pinyin : Liúgōng dǎo ; Wade : Liu-kung Tao) est une île de la ville-préfecture de Weihai, dans la province péninsulaire du Shandong, en République populaire de Chine.
Elle est située à l'Est du centre urbain de Weihai. Des liaisons régulières par ferry, permettent d'aller et venir entre le centre urbain et l'île

## Culture
Son activité est aujourd'hui principalement touristique possède un zoo (avec notamment des pandas), un parc naturel et différents musées :
- Un musée du cachalot, qui en expose un spécimen de plus de 30 m de longueur retrouvé échoué sur une plage ;
- Un musée de la guerre sino-japonaise de 1894-1895 (Bureau du commandement naval de la marine de Beiyang) (chinois : 甲午战争博物馆（北洋水师提督署）) ;
- Un musée de la colonisation britannique (en) ;
- Un sous-marin musée ;
- Au sommet du mont Qiding (chinois : 旗顶山炮台), point culminant de l'île, on peut voir les canons des anciennes lignes de défenses.

Un sculpture monumentale représente le bâton de Sun Wukong, roi des singes légendaire du roman « La Pérégrination vers l'Ouest ».

## Transports
- Des ferries relient le port de l'île au port de voyageurs (chinois : 珠海旅游码头), situé dans le centre urbain de Weihai.

## Galerie

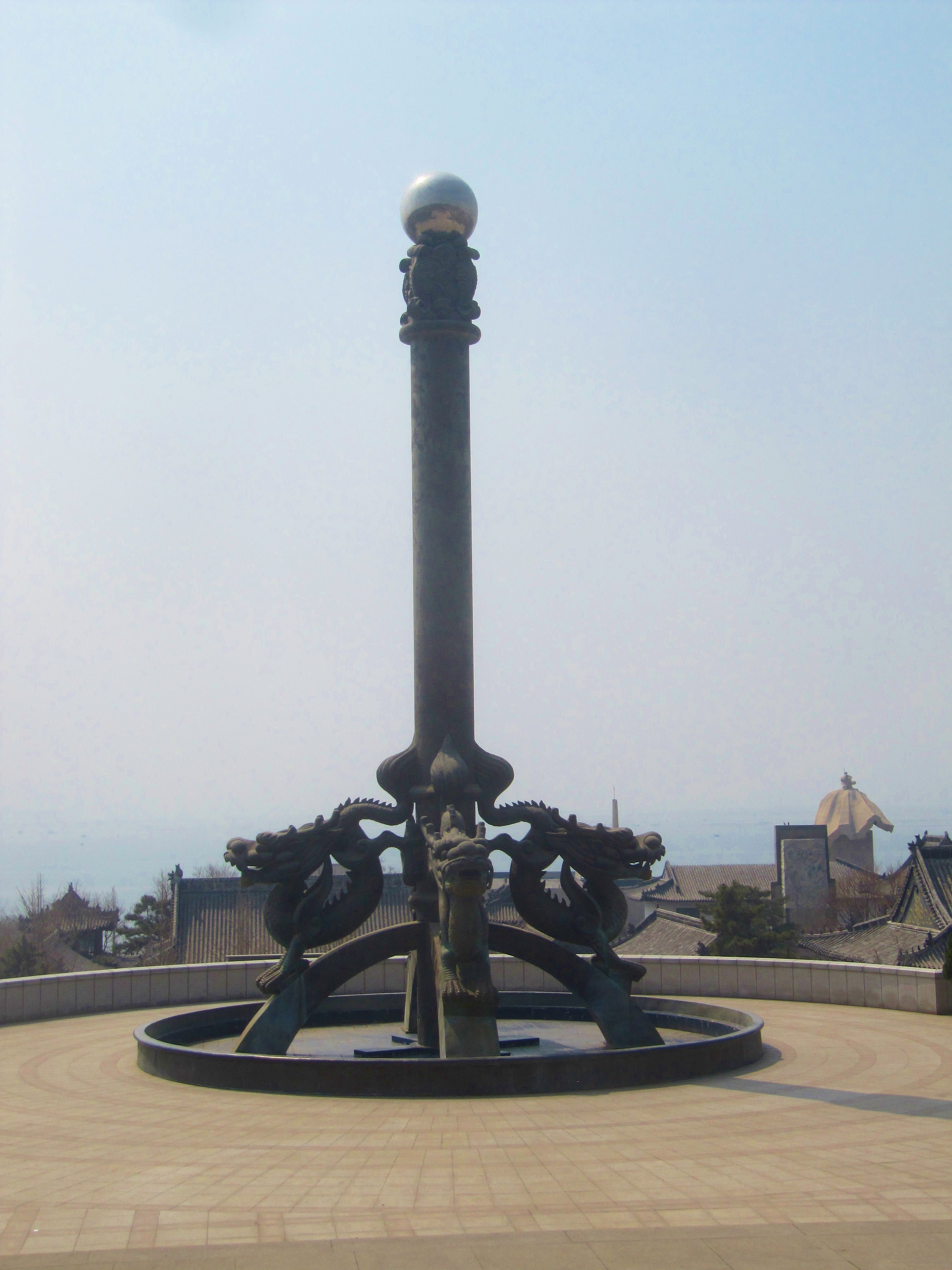
Représentation du bâton de Sun Wukong
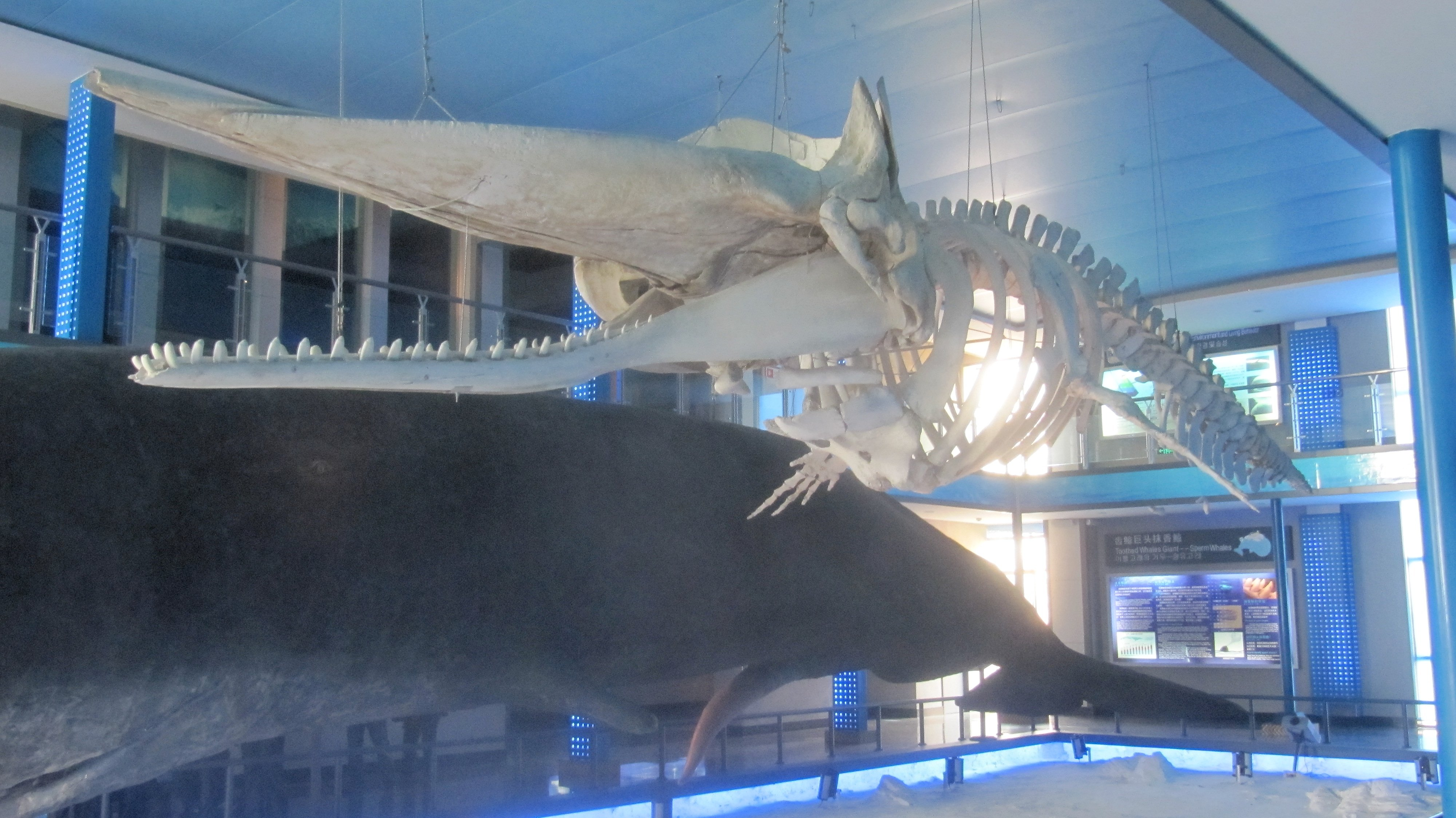
Squelette retrouvé échoué et représentation de son corps
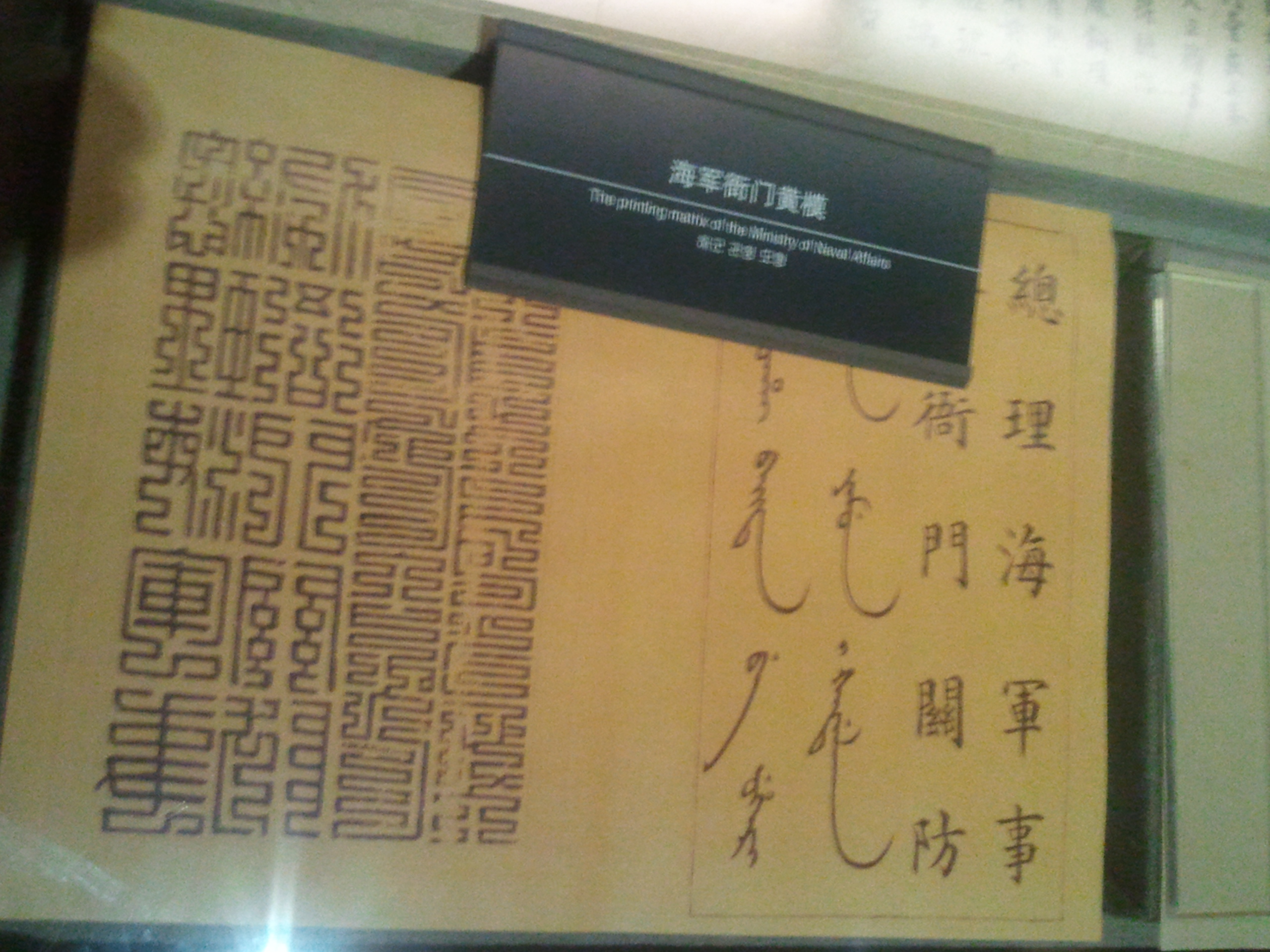
impression de ministère des affaires navales de la dynastie Qing
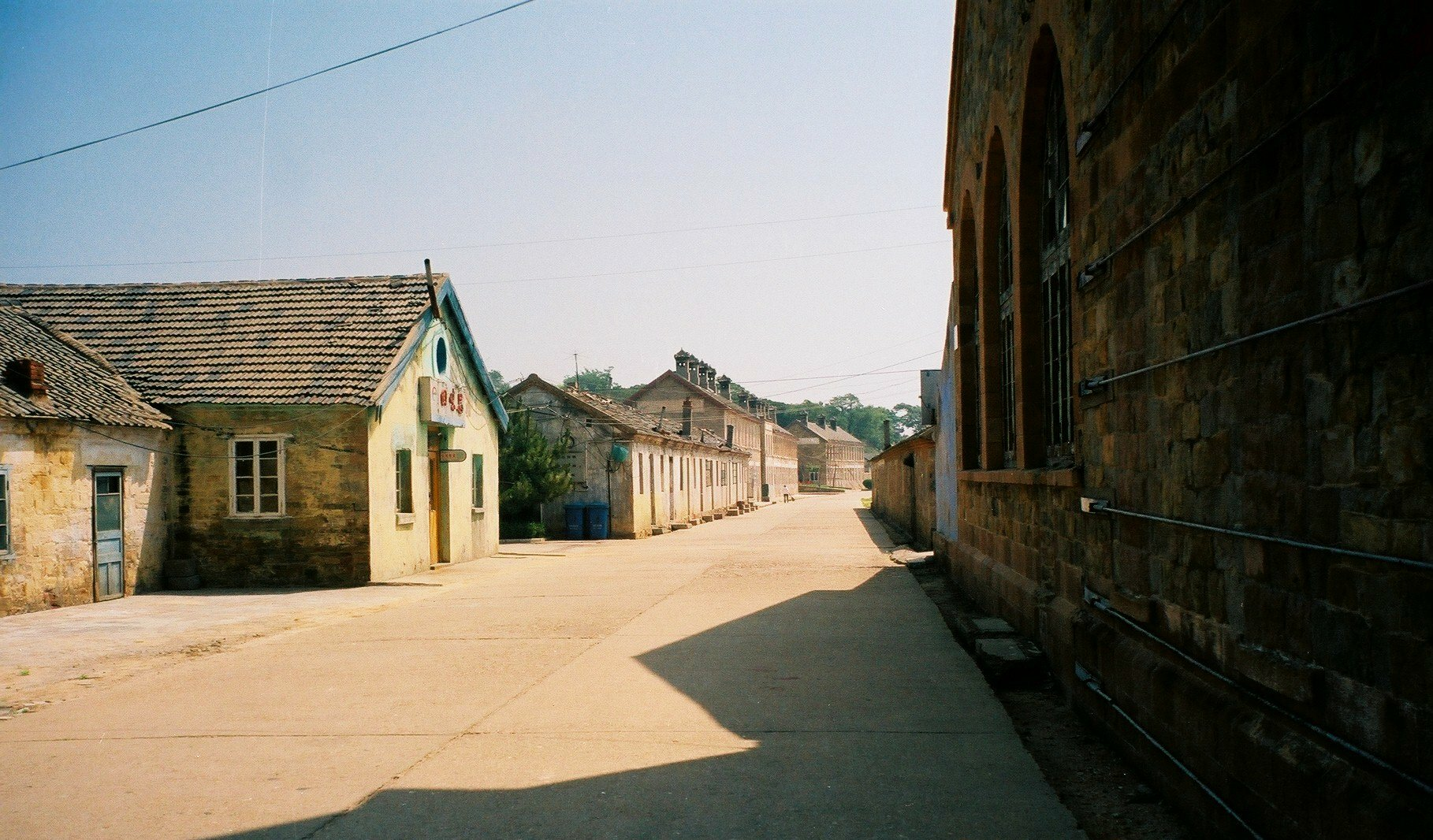
Bâtiment historiques de l'île